# 1 Brygada Piechoty Ukraińskich Strzelców Siczowych
1 Brygada Piechoty Ukraińskich Strzelców Siczowych – oddział Armii Halickiej, złożony z dawnych żołnierzy Legionu Ukraińskich Strzelców Siczowych.
Brygada utworzona została 27 stycznia 1919. Stanowiła rezerwę Naczelnej Komendy (Dowództwa), choć czasem była przydzielana do różnych korpusów UHA na czas wykonania określonych zadań na froncie. Dowódcą Brygady został mjr Osyp Bukszowanyj, a szefem sztabu kpt. M. Łuckyj.
Brygada złożona była z 3 batalionów (kureni) piechoty, batalionu marszowego, baterii (6 dział) artylerii polowej, szwadronu kawalerii, kompanii saperów oraz pododdziałów zapasowych, sanitarnego, gospodarczego i taborów.